# Hydrolithon boreale
Hydrolithon boreale (Foslie) Y.M. Chamberlain in L.M. Irvine & Y.M. Chamberlain, 1994  é o nome botânico  de uma espécie de algas vermelhas pluricelulares do gênero Hydrolithon, família Corallinaceae, subfamília Mastophoroideae.
- São algas marinhas encontradas na Europa, África, Austrália,  algumas ilhas do Pacífico e Atlântico.

## Sinonímia
- Hydrolithon farinosum var. solmsiana   (Falkenberg)
- Melobesia farinosa f. callithamnioides   Foslie, 1905
- Melobesia farinosa var. borealis   Lemoine, 1905
- Melobesia farinosa f. borealis   Foslie, 1905
- Fosliella farinosa f. callithamnioides   (Falkenberg) Y.M. Chamberlain, 1983
- Hydrolithon farinosum f. callithamnioides   (Foslie) Serio, 1994
- Fosliella borealis   (Foslie) Athanasiadis, 1996